# تلمبه عسکر اکبری
تلمبه عسکر اکبری یک منطقهٔ مسکونی در ایران است که در دهستان پرزیتون واقع شده‌است.